# 魏犨
魏武子（？—？）。姬姓，魏氏，名犨，谥武，春秋时期晋国大夫，是辅佐晋文公称霸的“五贤士”之一，毕万孙，芒季子，以勇力闻世。

## 生平
魏犨曾追随公子重耳出亡十九年。后重耳返回晋国当上国君，是為晉文公，便封其为大夫。城濮之战中，堵截楚国败兵，给予楚军极大杀伤。曾在一次与曹国战争中违抗命令，擅自进攻并烧了曹國大夫僖负羁的家，而且在进攻的过程中受了重伤。让晋文公很不高兴，想下令杀了他，但由于他在紧急时刻表现出身体的强健，所以晋文公觉得他还可以继续打仗，才免去他的死罪。虽然是晋文公手下主要将领，但由于魏犨只是一介武夫，并没有得到晋文公太大的重用，直至晉文公孫晋悼公時才得到重用，从而成为晋国的六大家族之一，为魏斯将来三分晋国打下基础。